# Nový Záhřeb

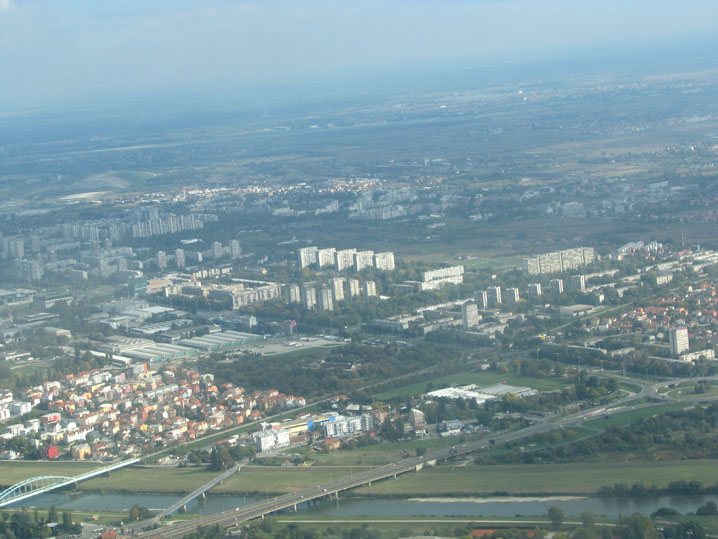
Letecký pohled na západní část Nového Záhřebu

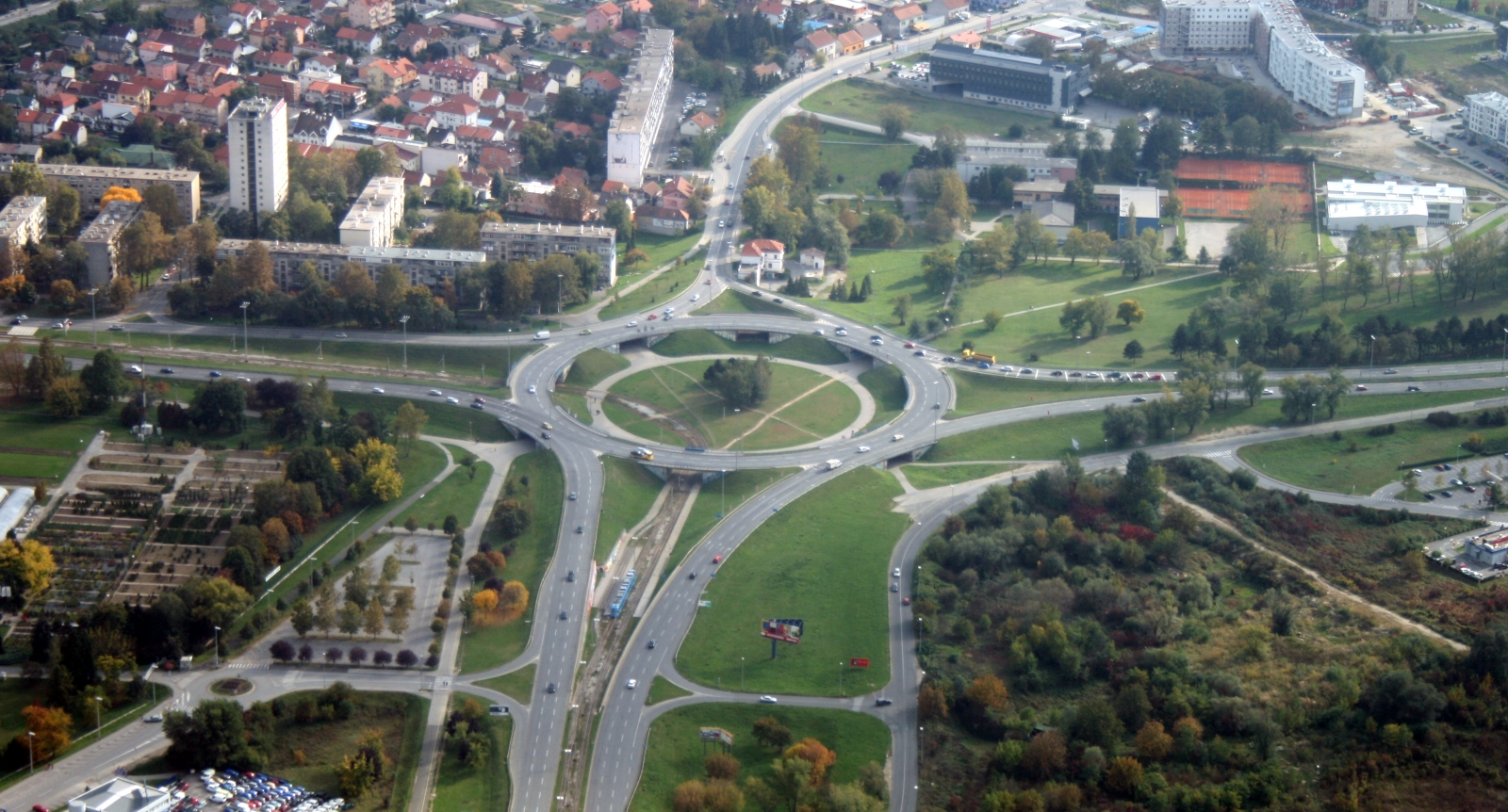
Pohled na kruhový objezd v Novém Záhřebu.

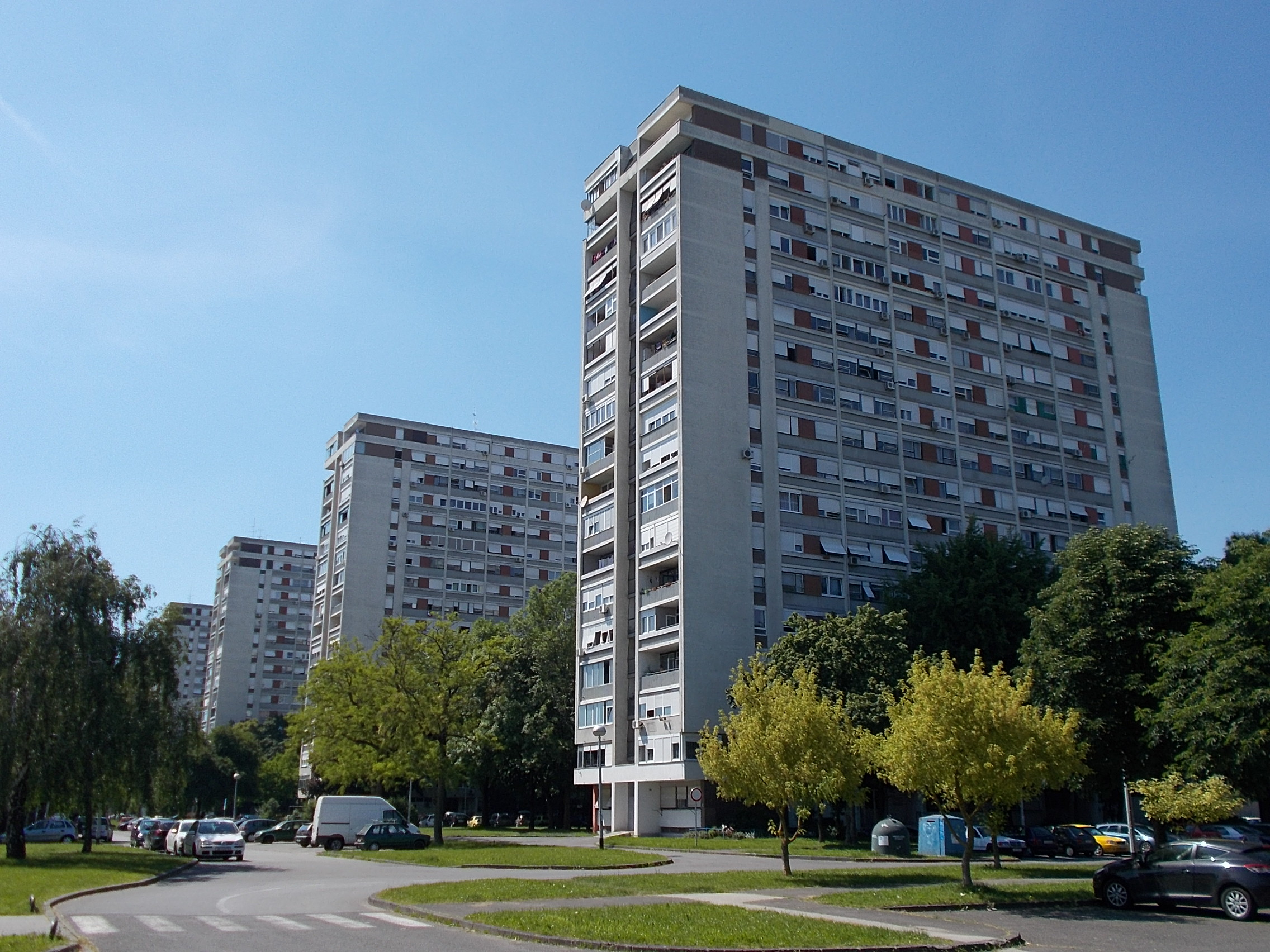
Panelové domy v místní části Siget.

Nový Záhřeb (chorvatsky Novi Zagreb) je rozsáhlé panelové sídliště, které se nachází v chorvatské metropoli Záhřebu, jižně od centra. Od zbytku města jej odděluje řeka Sáva.

## Historie
Po druhé světová válce procházela Jugoslávie rozsáhlým procesem urbanizace, který znamenal značnou poptávku po bydlení ve větších městech. Záhřeb jako druhé největší město v zemi a hlavní město Chorvatska měl nemalou potřebu výstavby nových bytových domů. Plán na výstavbu rozsáhlého sídliště jižně od řeky Sávy byl poprvé představen v roce 1957. Již o několik let dříve bylo ale rozhodnuto o výstavbě nového výstaviště v obdobné lokalitě. Konkrétní plán na stavbu sídliště byl představen v letech 1959 a 1960, jeho autory byli urbanisté Zenko Kolacio, Mirko Maretić a Josip Uhlik. V roce 1962 byl doplněn ve své východní části projektem pro sídliště Zapruđe. Celkem bylo projektováno pro 250 000 lidí, ve skutečnosti zde žije okolo 120 tisíc obyvatel.
Projekt sídliště předpokládal vznik modernistického města s roštovým systémem hlavních ulic, které navazují na hlavní osy a dopravní tahy chorvatské metropole. Západo-východní osu tvoří třída Avenija Dubrovnik a severo-jižní třída Avenija Većeslava Holjevca, pojmenovaná po primátorovi města, který se zasadil o výstavbu sídliště.[zdroj?]. Pro potřeby snížení nákladů byly jednotlivé domy budovány jako panelové, za pomoci systému JU-60 a JU-61, které si nechala patentovat domácí společnost Jugomont. Měly umožnit rychlou a levnou výstavbu, nápadné jsou díky vyměnitelnému hliníkovému obložení fasád. Ve své době bylo sídliště považováno za nejmodernější na území Chorvatska, bylo prezentováno veřejnosti a konaly se sem i zájezdy. Jugoslávský režim jej prezentoval jako cíl, kterého má být v socialistické společnosti dosaženo.
Sídliště však nebylo realizováno v celé své navržené podobě (jižní části nikdy nebyly dostavěny); kromě toho zde bylo později uskutečněno sídliště Dugave v jihovýchodní části. Třetí východo-západní osa (dnešní Vatikánská ulice) rovněž nebyla nikdy dokončena. V západní části Nového Záhřebu měla být přeložena železniční trať, což rovněž nebylo realizováno.
I přes neukončenost původního návrhu byly v Novém Záhřebu provedeny revitalizační práce, které měly původní socialistické sídliště určitým způsobem zatraktivnit pro obyvatele a zlepšit občanskou vybavenost. Vznikla rovněž i nová obchodní centra a kulturní objekty, mezi které patří např. Muzeum současného umění. Některé z nich, jako např. univerzitní nemocnice, však nebyly nikdy dokončeny.

## Doprava
Dopravně je sídliště napojeno ze severu pomocí třech mostů (Mostu svobody, Jadranský most, Most mládeže) na historické centrum města. Ve směru západně od sídliště vede Jadranska avenija, která sídliště napojuje na dálnici A1, jižně od něj poté směřuje třída Avenija Savezne Republike Njemačke, která jej spojuje s dálnicí A3.
Hlavní silniční tahy jsou dvou- až tříproudové třídy, které odpovídají koncepci města z 60. a 70. let 20. století.
Sídliště je napojeno na místní tramvajovou síť. Nemá však vlastní železniční nádraží, nejbližší je stanice Zagreb-Klara, která se nachází u obce Sveta Klara.